# アミルウージニウム症
アミルウージニウム症（アミルウージニウムしょう、英: amyloodiniosis）とは、Amyloodinium ocellatumの感染を原因とする海水魚の感染症。病魚には粘液過多、鰓に微小な白点の存在が認められる。アミルウージニウム症への対策として硫酸銅による薬浴が用いられる。